# Bloc ABC
El Bloc ABC fou una aliança política formada per l'Argentina, Brasil i Xile (en castellà Chile) que a partir del 1900 van començar un període de cooperació i amistat, especialment en política exterior, i com a contrapés als Estats Units.
El 1914 el Bloc va fer de mediador entre Estats Units i Mèxic. El 25 de maig de 1915 els tres països van signar diversos tractats reforçant la seva aliança, i es va formar el que fou anomenat Pacte ABC (nom oficial Pacto de No Agresión, Consulta y Arbitraje) però que finalment no foren ratificats i en anys successius les relacions es van refredar, no retornant fins al 1933 quan van signar pactes de no-agressió.